# アルキメDS
『アルキメDS』（アルキメディーエス）は、スキップから2007年7月19日(日本国内)に発売されたゲームソフト。ジャンルはお笑いトレーニングで、ニンテンドーDS専用ソフト。

## 概要
公式サイトによると、「5人の有志が仕事の合間に制作したソフト」で、1人では遊べないことを半ば売りにしている。
DSワイヤレスプレイで通信しながらプレイする。またソフト1枚で4人まで遊ぶことができる。広告はほとんどせず、アルキメイトなどにインターネット上でバナーやブログパーツを掲載してもらったり、全国で体験会を行なったりと、地道に知名度を上げている。イベントや購入特典として配布されている缶バッジは、バンダイ発売の「New! Canバッジgood Super!」を使い、スタッフが仕事の合間に作成したものである。
ちなみにスキップが初めて発売元となったソフトである。スタッフには「元カリスマクリエイター」の西健一が参加しており、彼が代表するRoute24が初めて携わったゲーム作品でもある。
お笑い芸人のエレキコミックが出演するプロモーション映像がアルキメDS公式サイトで公開されたり、エレキコミック公式サイトにアルキメDS公式サイトへのリンクが掲載されるなど、制作委員会とは仲が良いようである。
また、雑誌東京ウォーカーでは2008年1月29日発売号から新連載がスタートする予定である。

## 遊び方
親がお題を出し、親・子で解答を考える。
全員の解答を発表し、全員が3つ持っている座布団を気に入った解答に投票。
出題・解答・採点を繰り返し、最後に全員の得票数が発表される。
待ち時間には爆走屋権兵衛というキャラクターが現れ、タッチすることでつぶすことができる。
上画面につぶした数が表示されるが、別にご褒美などはない。

## 登場キャラクター
作品の至るところで見受けられる彼らが何者なのかは不明である。
- 看板屋権兵衛 (かんばんや ごんべえ)

- 出題屋権兵衛 (しゅつだいや ごんべえ)

- 暴走屋権兵衛 (はしりや ごんべえ)

- 点火屋権兵衛 (てんかや ごんべえ)

- 複写屋権兵衛 (ふくしゃや ごんべえ)

## アルキメイト
アルキメDS公式サイトと相互リンクをし、知名度アップに貢献する応援団員のこと。
発売前から募集を開始し、今でも団員を募集している。
また団員には「アルキメールマガジン」が届く。